# Notohip
El notohip (Notohippus toxodontoides) és una espècie extinta de mamífer notoungulat de la família dels notohípids que visqué a Sud-amèrica durant el Miocè inferior, fa entre 16,3 i 17,5 milions d'anys. Se n'han trobat restes fòssils a l'Argentina i Xile. Es tracta de l'única espècie del gènere Notohippus. El nom genèric Notohippus significa ‘cavall meridional’ i reflecteix el fet que el seu autor, el paleontòleg argentí Florentino Ameghino, creia erròniament que era un parent proper o un avantpassat dels èquids. La presència de cement a les corones de les dents, que també es dona en els èquids, és un cas de convergència evolutiva.